# Melittin
Melittin är den huvudsakliga aktiva komponenten (40–60 procent av torrvikten) och den huvudsakliga smärtframkallande substansen i bigift och är en kraftfull stimulant av enzymet fosfolipas A2. Melittin är en basisk peptid som består av 26 aminosyror.

## Egenskaper
Melittins huvudsakliga funktion som en komponent i bigift är att orsaka smärta och förstörelse av vävnad hos inkräktare som hotar en bikupa. Men hos honungsbin uttrycks melittin inte bara i giftkörteln, utan även i andra vävnader som är infekterade med patogener. De två giftmolekylerna, melittin och secapin, som överuttrycks i honungsbin infekterade med olika patogener, anger möjligen en roll för melittin i binas immunförsvar mot infektionssjukdomar.

## Struktur
Melittin är en liten peptid utan disulfidbro. N-terminaldelen av molekylen är övervägande hydrofob medan C-terminaldelen är hydrofil och starkt basisk. I vatten bildar den en tetramer men kan också spontant integrera sig i cellmembran.

## Verkningsmekanism
Injektion av melittin i djur och människor orsakar smärta. Det har starka yteffekter på cellmembran som orsakar porbildning i epitelceller och förstörelse av röda blodkroppar. Melittin aktiverar också nociceptorceller (smärtreceptorer)  genom en mängd olika mekanismer.
Melittin kan öppna termiska nociceptor TRPV1-kanaler via cyklooxygenasmetaboliter vilka deltar i depolarisering av nociceptorceller. De porbildande effekterna i celler orsakar frisättning av proinflammatoriska cytokiner. Det aktiverar också G-proteinkopplad receptormedierad öppning av övergående receptorpotentialkanaler. Slutligen reglerar melittin upp uttrycket av Nav1.8- och Nav1.9-natriumkanaler i nociceptorceller som orsakar långvarig verkningspotentiell sveda och smärtupplevelse.
Melittin hämmar proteinkinas C, Ca2+/kalmodulinberoende proteinkinas II, myosinlättkedjekinas och Na+/K+-ATPas (synaptosomalt membran). Mellitin blockerar transportpumpar som Na+-K+-ATPas och H+-K+-ATPas.

## Toxicitet hos ett bistick
Melittin är huvudföreningen i bigift, vilket står för den potentiella dödligheten av ett bistick, vilket orsakar en anafylaktisk reaktion hos vissa människor. På ställena för flera stick uppstår lokal smärta, svullnad och hudrodnad och om bin sväljs kan livshotande svullnad i halsen och luftvägarna utvecklas.

## Medicinsk användning
Bigiftterapi har använts i traditionell medicin för att behandla olika sjukdomar, även om dess ospecifika toxicitet har begränsad vetenskaplig forskning om dess potentiella effekter.